# Liolaemus coeruleus
Liolaemus coeruleus este o specie de șopârle din genul Liolaemus, familia Tropiduridae, descrisă de José Miguel Cei și Ortiz-zapata 1983. Conform Catalogue of Life specia Liolaemus coeruleus nu are subspecii cunoscute.